# 동경 133도
동경 133도(東經133度)는 본초 자오선에서 동쪽으로 133도 떨어진 경선이다. 북극점에서 시작하여 북극해, 아시아, 태평양, 인도양, 오스트랄라시아, 남극해, 남극을 거쳐 남극점에 이른다.
동경 133도는 서경 47도와 이어져 지구의 둘레를 이룬다.
북극점에서 남극점까지 동경 133도선은 다음 지역을 지나간다.
| 좌표                                                    | 나라, 지역, 해역 | 주석                                                                                        |
| ------------------------------------------------------- | ---------------- | ------------------------------------------------------------------------------------------- |
| 북위 90° 0′ 동경 133° 0′  / 북위 90.000° 동경 133.000°  | 북극해           |                                                                                             |
| 북위 76° 53′ 동경 133° 0′  / 북위 76.883° 동경 133.000° | 랍테프해         |                                                                                             |
| 북위 71° 58′ 동경 133° 0′  / 북위 71.967° 동경 133.000° | 러시아           | 사하 공화국 하바롭스크 지방 아무르주 하바롭스크 지방 아무르주 하바롭스크 지방 유대인 자치주 |
| 북위 48° 2′ 동경 133° 0′  / 북위 48.033° 동경 133.000°  | 중화인민공화국   | 헤이룽장성                                                                                  |
| 북위 45° 2′ 동경 133° 0′  / 북위 45.033° 동경 133.000°  | 러시아           | 프리모르스키 지방                                                                           |
| 북위 42° 48′ 동경 133° 0′  / 북위 42.800° 동경 133.000° | 동해             |                                                                                             |
| 북위 36° 7′ 동경 133° 0′  / 북위 36.117° 동경 133.000°  | 일본             | 시마네현 니시노섬                                                                           |
| 북위 36° 2′ 동경 133° 0′  / 북위 36.033° 동경 133.000°  | 동해             |                                                                                             |
| 북위 35° 32′ 동경 133° 0′  / 북위 35.533° 동경 133.000° | 일본             | 혼슈섬(시마네현, 히로시마현)                                                                |
| 북위 34° 19′ 동경 133° 0′  / 북위 34.317° 동경 133.000° | 세토 내해        |                                                                                             |
| 북위 34° 17′ 동경 133° 0′  / 북위 34.283° 동경 133.000° | 일본             | 에히메현 오미시마섬                                                                         |
| 북위 34° 11′ 동경 133° 0′  / 북위 34.183° 동경 133.000° | 세토 내해        |                                                                                             |
| 북위 34° 4′ 동경 133° 0′  / 북위 34.067° 동경 133.000°  | 일본             | 시코쿠섬(에히메현, 고치현)                                                                  |
| 북위 32° 43′ 동경 133° 0′  / 북위 32.717° 동경 133.000° | 태평양           |                                                                                             |
| 남위 0° 29′ 동경 133° 0′  / 남위 0.483° 동경 133.000°   | 인도네시아       | 뉴기니섬                                                                                    |
| 남위 2° 16′ 동경 133° 0′  / 남위 2.267° 동경 133.000°   | 베라우만         |                                                                                             |
| 남위 2° 33′ 동경 133° 0′  / 남위 2.550° 동경 133.000°   | 인도네시아       | 뉴기니섬                                                                                    |
| 남위 4° 6′ 동경 133° 0′  / 남위 4.100° 동경 133.000°    | 아라푸라해       |                                                                                             |
| 남위 5° 39′ 동경 133° 0′  / 남위 5.650° 동경 133.000°   | 인도네시아       | 카이베사르섬                                                                                |
| 남위 5° 42′ 동경 133° 0′  / 남위 5.700° 동경 133.000°   | 아라푸라해       |                                                                                             |
| 남위 11° 26′ 동경 133° 0′  / 남위 11.433° 동경 133.000° | 오스트레일리아   | 노던 준주 사우스오스트레일리아주                                                            |
| 남위 32° 5′ 동경 133° 0′  / 남위 32.083° 동경 133.000°  | 인도양           | 오스트레일리아 정부는 이 해역을 남극해의 일부로 본다.                                       |
| 남위 60° 0′ 동경 133° 0′  / 남위 60.000° 동경 133.000°  | 남극해           |                                                                                             |
| 남위 66° 10′ 동경 133° 0′  / 남위 66.167° 동경 133.000° | 남극             | 오스트레일리아령 남극 지역, 오스트레일리아가 영유권을 주장한다.                             |

## 같이 보기
- 동경 132도
- 동경 134도